# 상애천사천년
《상애천사천년》(중국어 간체자: 相爱穿梭千年, 정체자: 相愛穿梭千年, 병음: Xiāng'ài chuānsuō qiānnián 샹아이촨숴첸녠[*], Love Through a Millennium 러브 스루 어 밀레니엄[*])은 중국의 텔레비전 드라마이다.

## 소개
- 기원전 16년, 한나라 공명은 허황후의 폐위를 막으려다가 목숨을 위협받던 절체절명의 순간 2천 년의 시공간을 뛰어넘어 2015년으로 가게 되고, 그 곳에서 드라마 속 허황후 배역을 맡은 당돌한 매력의 샹샹을 만나 과거와 현대를 오가며 사랑에 빠지게 되는 타임 슬립 로맨스 드라마

## 등장 인물
- 징보란 : 공명 (公明) 역
- 정솽 : 린샹샹 (林湘湘) 역
- 셰이린 (謝依霖) : 진징 (金晶) 역
- 천샹 (陈翔) : 왕망 (王莽) 역
- 황보쥔 (黃柏鈞) : 한위페이 (韩于飞) 역
- 임진아 : 자오나나 (赵娜娜) 역
- 이이쯔(易易紫) : 조비연 (趙飛燕) 역
- 셰빈빈 (谢彬彬) : 우톈슈 (吴天秀) 역
- 가오타이위 (高泰宇) : 한성제 (漢成帝) 역
- 타오후이 (陶慧) : 허황후 (許皇后) 역
- 펑링 (彭凌) : 자수 (子修) 역
- 저우위퉁 : 영월 (影月) 역

## 같이 보기
- 한나라